# 中山文藝獎
中山文藝獎，全名中山文藝創作獎，是已停辦的台灣文藝獎項，由中華民國中山學術文化基金會設立。

## 概況
中山學術文化基金會成立於1965年9月，是中華民國各界慶祝孫中山百歲冥誕活動的一部分。中山學術文化基金會成立後，隨即開辦文藝創作獎和學術著作獎兩種獎金，並於翌年起每年頒發。
中山文藝創作獎獎勵中華民國國民最近五年內完成且已發表之文學和藝術創作，曾經是台灣重要的文藝獎項。但後來中華民國政府又創立了國家文藝獎、行政院文化獎等獎項，民間的文藝獎項也越來越多；中山文藝獎的地位逐漸沒落不受重視，經常因被推荐作品太少而導致得獎者從缺，最終於2013年停辦。

## 外部連結
- 中山文藝創作獎介紹(已於102年起停辦) （页面存档备份，存于）
- 民國55年至70年文藝創作獎得獎名單 （页面存档备份，存于）
- 民國71年至101年文藝創作獎得獎名單 （页面存档备份，存于）